# 1974 v športu
1974 v športu. 

## Avto - moto šport
- Formula 1: Emerson Fittipaldi, Brazilija, McLaren - Ford, je slavil s tremi zmagami in 55 točkami, konstruktorski naslov je šel prav tako v roke moštva McLaren - Ford z osvojenimi 73 točkami
- 500 milj Indianapolisa: slavil je Johnny Rutherford, ZDA, z bolidom McLaren/Offenhauser, za moštvo McLaren Cars[1]

## Kolesarstvo
- Tour de France 1974: Eddy Merckx, Belgija
- Giro d'Italia: Eddy Merckx, Belgija

## Košarka
- Pokal evropskih prvakov: Real Madrid
- NBA: Boston Celtics slavijo s 4 proti 3 v zmagah nad Milwaukee Bucks, MVP finala je bil John Havlicek[2]
- SP 1974, Portoriko, San Juan: 1. Sovjetska zveza, 2. Jugoslavija, 3. ZDA[3]

## Nogomet
- Pokal državnih prvakov: Bayern München [4]
- Svetovno prvenstvo v nogometu - Nemčija 1974 - Zahodna Nemčija slavi nad Nizozemsko s 2-1 v finalu, tretje mesto je osvojila Poljska[5]

## Smučanje
- Alpsko smučanje:  
  - Svetovni pokal v alpskem smučanju, 1974: 
    - Moški: Piero Gros, Italija[6]
    - Ženske: Annemarie Moser-Pröll, Avstrija[7]

  - Svetovno prvenstvo v alpskem smučanju - St. Moritz 1974: 
    - Moški:
    - Slalom: Gustav Thöni, Italija
    - Veleslalom: Gustav Thöni, Italija
    - Smuk: David Zwilling, Avstrija
    - Kombinacija: Franz Klammer, Avstrija
    - Ženske:
    - Slalom: Hanni Wenzel, Lihtenštajn
    - Veleslalom: Fabienne Serrat, Francija
    - Smuk: Annemarie Moser-Pröll, Avstrija
    - Kombinacija: Fabienne Serrat, Francija

- Nordijsko smučanje:  
  - Svetovno prvenstvo v nordijskem smučanju - Falun 1974: 
    - Smučarski skoki: 
      - Srednja skakalnica: Hans-Georg Aschenbach, Vzhodna Nemčija
      - Velika skakalnica: Hans-Georg Aschenbach, Vzhodna Nemčija

## Tenis
- Turnirji Grand Slam za moške:
  - 1. Odprto prvenstvo Avstralije: Jimmy Connors, ZDA[8]
  - 2. Odprto prvenstvo Francije: Björn Borg, Švedska
  - 3. Odprto prvenstvo Anglije - Wimbledon: Jimmy Connors, ZDA[9]
  - 4. Odprto prvenstvo ZDA: Jimmy Connors, ZDA
- Turnirji Grand Slam za ženske:
  - 1. Odprto prvenstvo Avstralije: Evonne Goolagong, Avstralija[10]
  - 2. Odprto prvenstvo Francije: Chris Evert, ZDA
  - 3. Odprto prvenstvo Anglije - Wimbledon: Chris Evert, ZDA[11]
  - 4. Odprto prvenstvo ZDA: Billie Jean King, ZDA
- Davisov pokal: JAR slavi nad Indijo[12]

## Hokej na ledu
- NHL - Stanleyjev pokal: Philadelphia Flyers slavijo s 4 proti 2 v zmagah nad Boston Bruins
- SP 1974: 1. Sovjetska zveza, 2. Češkoslovaška, 3. Švedska[13]

## Rojstva
- 7. januar: Alenka Bikar, slovenska atletinja
- 11. januar: Jens Nowotny, nemški nogometaš
- 18. januar: Morena Gallizio-Tescari, italijanska alpska smučarka
- 27. januar: Ole Einar Bjørndalen, norveški biatlonec
- 11. februar: Saša Gajser, slovenski nogometaš
- 11. februar: Jaroslav Špaček, češki hokejist
- 15. februar: Alexander Wurz, avstrijski dirkač
- 18. februar: Urška Hrovat, slovenska alpska smučarka
- 19. februar: Tanja Schneider, avstrijska alpska smučarka
- 26. februar: Sébastien Loeb, francoski rally dirkač
- 27. februar: Simon Hočevar, slovenski kanuist na divjih vodah
- 15. marec: Anders Andersson, švedski nogometaš
- 6. april: Robert Kovač, hrvaški nogometaš
- 8. april: Lasse Ottesen, norveški smučarski skakalec
- 12. april: Roman Hamrlík, češki hokejist
- 13. april: Martin Höllwarth, avstrijski smučarski skakalec
- 15. april: Sergej Krivokrasov, ruski hokejist
- 16. april: Zali Steggall, avstralska alpska smučarka
- 23. maj: Goran Jagodnik, slovenski košarkar
- 29. maj: Marc Gené, španski dirkač
- 29. maj: Barbara Mulej, slovenska tenisačica
- 2. junij: Sergej Pogorelov, ruski rokometaš
- 2. junij: Aljaž Pegan, slovenski telovadec
- 13. junij: Valerij Bure, ruski hokejist
- 10. julij: Christiane Mitterwallner-Posch, avstrijska alpska smučarka
- 17. julij: Robert Ciglenečki, slovenski hokejist
- 23. julij: Maurice Greene, ameriški atlet
- 4. avgust: Kily González, argentinski nogometaš
- 9. avgust: Raphaël Poirée, francoski biatlonec
- 16. avgust: Didier Cuche, švicarski alpski smučar
- 31. avgust: Andrej Medvedjev, ukrajinski tenisač
- 2. september: Sami Salo, finski hokejist
- 6. september: Sašo Filipovski, slovenski košarkarski trener
- 14. september: Sebastjan Cimirotič, slovenski nogometaš
- 21. september: Henning Fritz, nemški rokometaš
- 21. september: Giuliano Giannichedda, italijanski nogometaš
- 6. oktober: Kenny Jönsson, švedski hokejist
- 8. oktober: Fredrik Modin, švedski hokejist
- 22. oktober: Miroslav Šatan, slovaški hokejist
- 24. oktober: Jamal Mayers, kanadski hokejist
- 9. november: Alessandro Del Piero, italijanski nogometaš
- 9. november: Sven Hannawald, nemški smučarski skakalec
- 23. november: Saku Koivu, finski hokejist
- 2. december: Trude Charlotte Gimle, norveška alpska smučarka
- 4. december: Anke Huber, nemška tenisačica
- 29. december: Tommy Westlund, švedski hokejist
- 29. december: Andrine Flemmen, norveška alpska smučarka

## Smrti
- 30. januar: Nils Molander , švedski hokejist (* 1889)
- 22. marec: Peter Revson, ameriški dirkač Formule 1 (* 1939)
- 25. april: Felice Fanetti, italijanski veslač (* 1914)
- 22. junij: Karl Holmström, švedski smučarski skakalec (* 1925)
- 30. junij: Eddie Johnson, ameriški dirkač Formule 1 (* 1919)
- ?  junij: Kenneth Myers, ameriški veslač (* 1896)
- 4. julij: Gaston Mercier, francoski veslač (* 1932)
- 7. avgust: Sylvio Mantha, kanadski profesionalni hokejist (* 1902)
- 12. avgust: Harry Larsen, danski veslač (* 1915)
- 25. avgust: Caberto Conelli, italijanski dirkač (* 1889)
- 7. september: František Králík, češkoslovaški rokometaš (* 1942)
- 6. oktober: Helmut Koinigg, avstrijski dirkač formule 1 (* 1948)
- 16. oktober: Florence E. Sutton, ameriška tenisačica (* 1883)
- 3. november: Carl Josefsson, švedski hokejist (* 1895)
- 7. november: Karl Schöchlin, švicarski veslač (* 1894)